# Diacyclops odessanus
Diacyclops odessanus – gatunek widłonoga z rodziny Cyclopidae. Opisał go w 1875 roku ukraiński zoolog Wołodymyr Iwanowicz Szmankiewicz, nadając mu nazwę Cyclops odessanus.